# Idialcis sericea
Idialcis sericea là một loài bướm đêm trong họ Geometridae.